# تشنغ وي
تشنغ وي (بالصينية: 程维) هو شخصية أعمال صيني، ولد في 19 مايو 1983 في شانغراو في الصين.